# Eupselia holoxantha
Eupselia holoxantha là một loài bướm đêm thuộc họ Oecophoridae.

## Hình ảnh

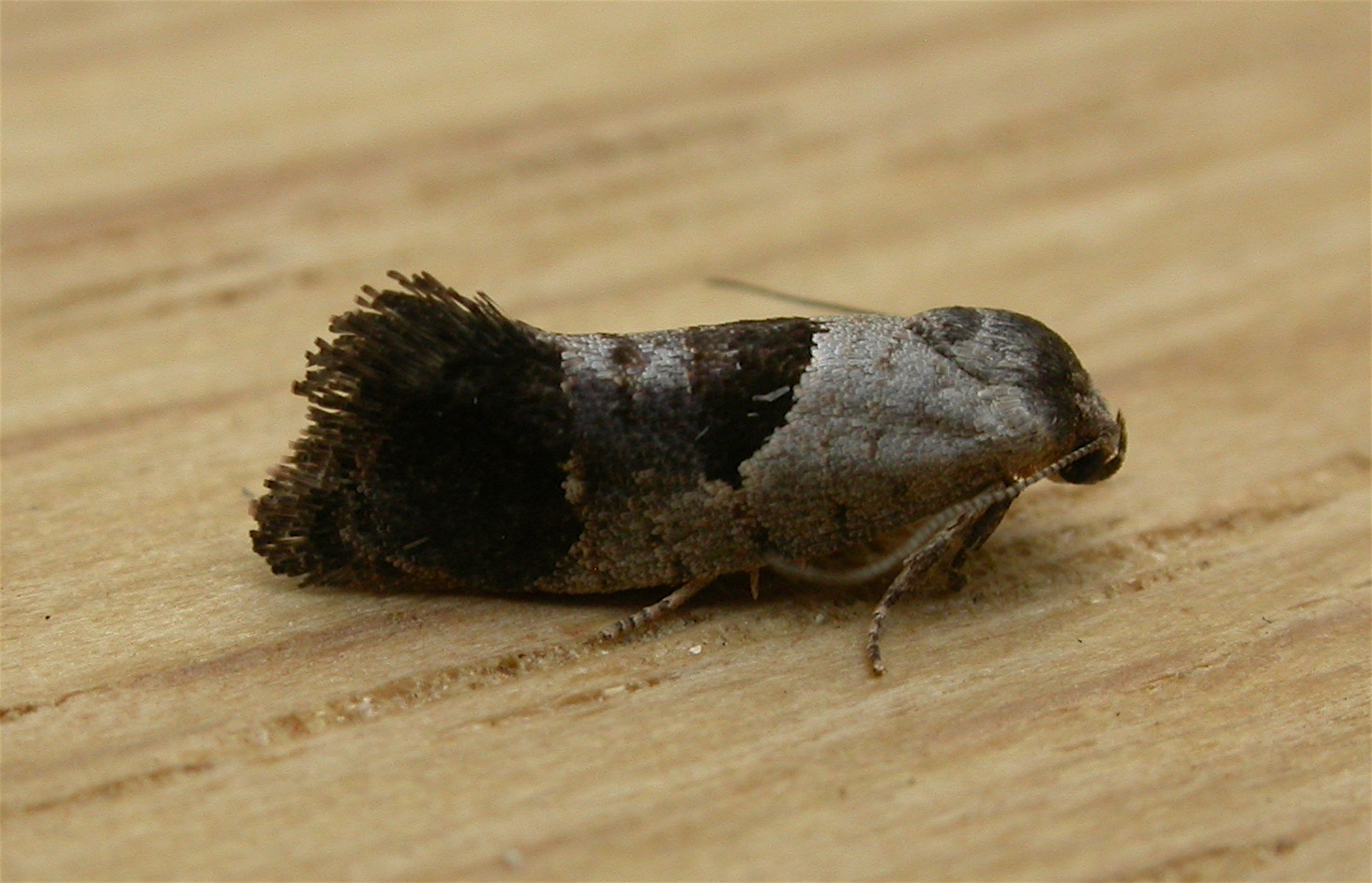
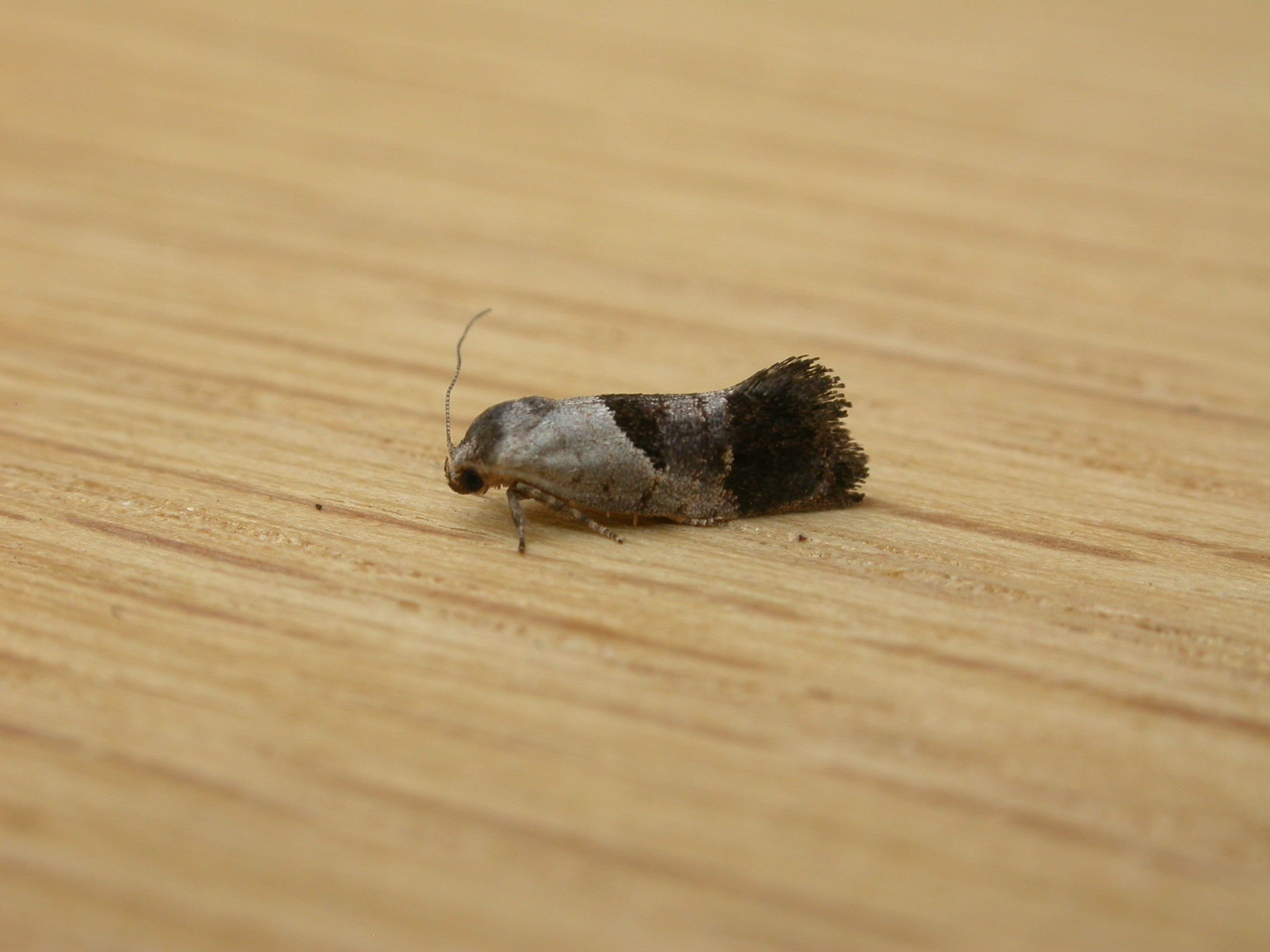